# Cashew (stacja metra)
Cashew – stacja Mass Rapid Transit (MRT) w Singapurze, która jest częścią Downtown Line. Została otwarta 27 grudnia 2015. Stacja znajduje się na granicy Bukit Panjang i Bukit Batok.